# Stördorf
Stördorf er en by og en kommune i det nordlige Tyskland, beliggende i Amt Wilstermarsch i den sydvestlige del af Kreis Steinburg. Kreis Steinburg ligger i den sydvestlige del af delstaten Slesvig-Holsten.

## Geografi
Stördorf ligger ved floden Stör fire kilometer øst for Wilster. Kommunen er delt i to, ved at kommunen Landrecht skyder en kile ind langs Wilsterau, til dens udløb i Stör. Bundesstraße B5 går gennem kommunen. Nær bebyggelsen Honigfleth står en stubmølle, der er vartegn for Wilstermarsken. Vandløbene Große Feldwettern og Kampritt Wettern løber gennem kommunens område.